# 筒井さやか
筒井 さやか（つつい さやか、1992年9月29日 - ）は、日本の元女子バレーボール選手である。

## 来歴
福岡県鞍手郡鞍手町出身。実兄の影響で小学1年次よりバレーボールを始める。鞍手ジュニアVCでは、全日本バレーボール小学生大会で準優勝を遂げている。
博多女子中学を経て、名門の東九州龍谷高校に進学する。チームは高校三冠（春高バレー、インターハイ、国体優勝）など輝かしい戦績を残した。なかでも平成21年度全日本選手権ではプレミア勢を立て続けに撃破し、東龍旋風を巻き起こした影の立役者となった。
2010年12月、高校チームメイトの村田しおりと共にVプレミアリーグの久光製薬スプリングスの内定選手となった。
プレミアリーグ2013/14シーズンではチームのレギュラーリベロとなり、全試合出場を果たしチーム二連覇に貢献。自らもベストリベロ賞を獲得した。
2014年4月17日、日本バレーボール協会により2014年度全日本女子登録メンバーが発表。かねてから「いつか全日本でプレーしたい」と述べていた筒井は念願で叶って全日本代表に初選出。翌月に開催されたモントルーバレーマスターズでは全日本代表選手として初出場を記録した。
2014年6月25日、日本バレーボール協会により同年7月25日から開催されるワールドグランプリのエントリーメンバーに選出された。
2014年9月15日、日本バレーボール協会は23日からイタリアで開催される世界選手権女子大会に出場するエントリーメンバー14名に選出された。
2015年4月6日、JVAは2015年度の全日本女子の登録選手に選出された。
2015年8月3日、フランス女子リーグのル・カネが筒井の移籍入団を発表。同月21日には久光製薬スプリングスからも筒井の移籍が正式に発表された。筒井は同年9月1日から2016年6月30日までフランスでプレーする予定。。
2016年5月、久光製薬に復帰。
2019年5月29日、久光製薬スプリングス公式サイトにて、同年6月30日付で筒井が退団することが発表された。
2019年8月23日、PFUブルーキャッツ公式サイトにて、同チームへの移籍入団が発表された。
2020年4月6日、チーム公式サイトにて、チームからの退団と選手としての引退が発表された。

## 球歴
全日本代表 - 2014年
- 世界三大大会
  - バレーボール世界選手権 - 2014年
- その他大会
  - バレーボール・ワールドグランプリ - 2014年（銀メダル）

## 所属チーム
- 町立古月小学校（鞍手ジュニアVC）
- 博多女子中学
- 東九州龍谷高校
- 久光製薬スプリングス（2011-2015年）
- ル・カネ（2015-2016年）
- 久光製薬スプリングス（2016-2019年）
- PFUブルーキャッツ（2019-2020年）#17

## 受賞歴
- 2009年 - 春高バレー ベストリベロ
- 2010年 - 春高バレー ベストリベロ
- 2014年 - 2013/14 Vプレミアリーグ：ベストリベロ賞
- 2019年 - 2019アジアクラブ選手権女子大会：ベストリベロ賞[19]

## 個人成績
Vプレミアリーグレギュラーラウンドにおける個人成績は下記の通り。
| シーズン | 所属     | 出場 | 出場   | アタック | アタック | アタック | アタック | ブロック | ブロック | サーブ | サーブ | サーブ | サーブ | レセプション | レセプション | 総得点 | 備考                   |
| -------- | -------- | ---- | ------ | -------- | -------- | -------- | -------- | -------- | -------- | ------ | ------ | ------ | ------ | ------------ | ------------ | ------ | ---------------------- |
| シーズン | 所属     | 試合 | セット | 打数     | 得点     | 決定率   | 効果率   | 決定     | /set     | 打数   | エース | 得点率 | 効果率 | 受数         | 成功率       | 総得点 | 備考                   |
| 2010/11  | 久光製薬 | 7    | 0      | 0        | 0        | 0.0%     | %        | 0        | 0.00     | 0      | 0      | %      | 0.0%   | 0            | 0.0%         | 0      |                        |
| 2011/12  | 久光製薬 | 12   | 10     | 0        | 0        | 0.0%     | %        | 0        | 0.00     | 0      | 0      | %      | 0.0%   | 18           | 83.3%        | 0      |                        |
| 2012/13  | 久光製薬 | 26   | 14     | 0        | 0        | 0.0%     | %        | 0        | 0.00     | 0      | 0      | %      | 0.0%   | 21           | 57.1%        | 0      |                        |
| 2013/14  | 久光製薬 | 28   | 94     | 0        | 0        | 0.0%     | %        | 0        | 0.00     | 0      | 0      | %      | 0.0%   | 452          | 65.7%        | 0      |                        |
| 2014/15  | 久光製薬 | 21   | 80     | 0        | 0        | 0.0%     | %        | 0        | 0.00     | 0      | 0      | %      | 0.0%   | 36           | 72.2%        | 0      |                        |
| 2015/16  | 久光製薬 | 0    | 0      | 0        | 0        | 0.0%     | %        | 0        | 0.00     | 0      | 0      | %      | 0.0%   | 0            | .%           | 0      | ル・カネにレンタル移籍 |
| 2016/17  | 久光製薬 | 21   | 81     | 0        | 0        | 0.0%     | %        | 0        | 0.00     | 0      | 0      | %      | 0.0%   | 420          | 70.5%        | 0      |                        |
| 2017/18  | 久光製薬 | 19   | 55     | 0        | 0        | 0.0%     | %        | 0        | 0.00     | 0      | 0      | %      | 0.0%   | 266          | 58.6%        | 0      |                        |
| 2018/19  | 久光製薬 |      |        |          |          | %        | %        |          |          |        |        | %      | %      |              | %            |        |                        |